# Time in Malta
A Time in Malta egy amerikai hardcore punk/dallamos hardcore együttes volt.

## Története
1997-ben alakultak meg San Franciscóban. Tagjai az Indiana állambeli Indianapolisból származnak.  1999-ben leszerződtek az Escape Artist Records kiadóhoz és megjelentették bemutatkozó EP-jüket. Az akkori felállás a következő volt: Todd Gullion (ének, basszusgitár), Sander Leech (dob) és Chris Lyon (gitár). 2001-ben Ryan Downey csatlakozott a zenekarhoz, ő lett az új énekes. Gullion ettől még az együttesben maradt, basszusgitár illetve vokál poszton folytatta. Ez a felállás egy koncertet tartott, ezután Ryan elhagyta az együttest. 2002-ben adták ki első nagylemezüket, az Equal Vision Records gondozásában. Ezen a lemezen már nem Sander Leech dobolt, elfoglaltságai miatt. Eric Alexander váltotta le őt. Todd Gullion meghívta barátját, Jesse Hayes-t, hogy basszusgitározzon a zenekarban. Ez a felállás sokat koncertezett. Eric Alexander ezután elhagyta a zenekart, Sander Leech pedig visszatért az együttesbe. Ekkor új taggal is bővült a csapat: Adam Goldstein dobossal. Elkészült ezután a Time in Malta második és utolsó nagylemeze, amelyet az előzőhöz hasonlóan az Equal Vision Records jelentetett meg. Az együttes 2004-ben feloszlott.

## Tagok
- Todd Gullion - ének, basszusgitár, gitár
- Chris Lyon - gitár
- Sander Leech - dob
- Jesse Hayes - basszusgitár, vokál (2001-2004)
- Eric Alexander - dob
- Adam Goldstein - dob (2003-2004)
- Ryan Downey - ének (2001)

## Diszkográfia
- Construct and Demolish (EP, 1999)
- Time in Malta / Breathe In split lemez (2002)
- A Second Engine (album, 2002)
- Alone with the Alone (album, 2004)